# 3118 Claytonsmith
3118 Claytonsmith este un asteroid din centura principală, descoperit pe 19 iulie 1974 de Felix Aguilar Obs..